# 刘伟平 (1953年)

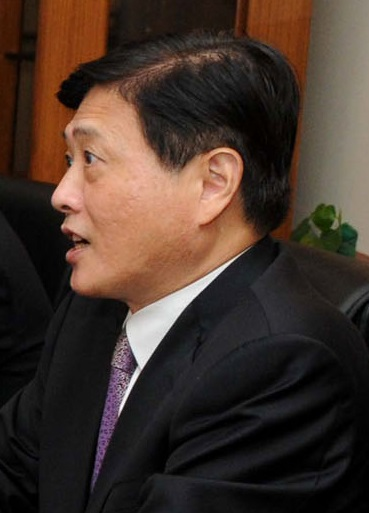

刘伟平（1953年5月—），男，汉族，黑龙江富锦人，中华人民共和国政治人物。曾任中國科學院党组副书记、副院长（正部长级）。中国共产党第十七届中央委员会候补委员、中国共产党第十八届中央委员。中共中央党校研究生院世界经济专业学历，工程师。

## 生平

### 早年经历
1968年10月，在江西省南昌县八一公社新坊大队插队参加工作。1970年4月，任航空航天部洪都机械厂工艺研究室工人。1972年4月，在南京航空学院一系飞机设计专业学习。1974年1月加入中国共产党。1976年1月，历任航空航天部洪都机械厂第一设计所技术员，厂办秘书组秘书、副组长、组长，厂办副主任。

### 江西
1986年11月，任江西省人民政府办公厅副处级秘书，步入政界。1990年4月，任江西省政府办公厅正处级秘书，是时任江西省省长吴官正的秘书。1992年11月，任江西省政府办公厅副主任。1995年3月，任中共南昌市委副书记、代市长。1996年1月，任中共南昌市委副书记、市长。2001年6月，在中共江西省委宣传部主持工作。

### 青海
2001年7月，任青海省副省长。2003年6月，任中共青海省委常委、秘书长。2004年8月，任中共青海省委副书记、秘书长。2004年12月，任中共青海省委副书记。

### 甘肃
2006年11月，任中共甘肃省委副书记。2010年7月，任甘肃省委副书记，副省长、代省长。甘肃省十一届人大四次会议2011年1月举行相关选举，刘伟平当选甘肃省省长。2016年3月28日，卸任中共甘肃省委副书记、甘肃省省长职务。

### 中科院
2016年4月，刘伟平调任中科院副院长、党组副书记，中国科学院大学党委书记，并保留正部级待遇，2018年卸任。